# Rai River
Der Rai River ist ein Fluss in der Region Marlborough auf der Südinsel von Neuseeland.

## Geographie
Der Rai River entsteht durch den Zusammenfluss des Ronga River mit dem Opouri River an einem südlichen Ausläufer der Bryant Range und mündet nach 13 km östlich der kleinen Siedlung Pelorus Bridge als linker Nebenfluss in den Te Hoiere / Pelorus River.
Einziger Nebenfluss des Rai River ist der Brown River, der rund 1,3 km nach der Entstehung des Rai River als rechter Nebenfluss von Nordwesten seine Wässer zuträgt. Von der Mündung des Brown River aus begleitet der New Zealand State Highway 6 rechtsseitig den Rai River bis zu seiner Mündung in den Te Hoiere / Pelorus River. Nach rund 1,5 km südlich der Mündung des Brown River in den Rai River fließt der Rai River östlich an der kleinen Gemeinde Rai Valley vorbei.

## Rai Falls
Rund 1,5 km nördlich der Mündung des Flusses in den Te Hoiere / Pelorus River sind Rai Falls anzutreffen, die über eine Fallhöhe von 5 Meter verfügen.

## Nutzung
In den Sommermonaten ist der Fluss auf seinen letzten 5 km gut für Kanu- und Kajakfahren geeignet. Der obere Teil des Flusses wird für Jet Boats nur für erfahrene Fahrer empfohlen und ist in den Sommermonaten wegen Wassermangel nicht geeignet. Rafting lässt sich nur auf den letzten 3 km des Flusses praktizieren.